# 알렉시스 코너
알렉시스 코너(Alexis Korner, 1928년 4월 19일 ~ 1984년 1월 1일)는 영국의 블루스 음악가이자 라디오 방송인이었으며, 그는 "브리티시 블루스의 창시자"로 불리기도 했다. 1960년대 영국 음악계에 큰 영향을 미친 코너는 여러 영국 블루스 뮤지션들을 모으는 데 큰 역할을 했다.

## 초기 경력
코너는 파리에서 오스트리아 유대인 아버지와 그리스인 어머니 사이에서 태어났다. 그는 어린 시절을 프랑스, 스위스, 북아프리카에서 보냈고 1940년 제2차 세계 대전이 시작될 때 런던에 도착했다. 그의 어린 시절에 대한 기억 중 하나는 독일 공습 당시 흑인 피아니스트 지미 옌시의 음반을 듣고 있었다. 코너는 "그때부터 제가 하고 싶은 모든 것은 블루스를 연주하는 것이었습니다." 라고 말했다.